# Dave Grohl
David Eric „Dave” Grohl (ur. 14 stycznia 1969 w Warren) – amerykański muzyk rockowy, multiinstrumentalista, były perkusista zespołu Nirvana, założyciel, wokalista i gitarzysta grupy Foo Fighters.

## Życiorys

### Wczesne lata
Urodził się w Warren w stanie Ohio jako syn nauczycielki Virginii Jean (z domu Hanlon) i dziennikarza Jamesa Harpera Grohla (1938–2015). Jego rodzina miała pochodzenie słowackie, niemieckie, irlandzkie, angielskie i szwajcarskie. Jego rodzice rozwiedli się, gdy miał siedem lat. Wychowywała go matka w Waszyngtonie. Mając 12 lat zaczął uczyć się gry na perkusji i gitarze. Jego siostra, Lisa Grohl, wprowadziła go na scenę punk rocka, gdy miał trzynaście lat. Słuchał Led Zeppelin, Kiss, Motörhead, Black Sabbath, a także Black Flag, The Germs, Bad Brains i The Stooges. Pisał piosenki o psie i swoich przyjaciołach. Nagrywał je potem na magnetofon, odtwarzał i nagrywał perkusję. Uczęszczał do Thomas Jefferson High School (1983–84) w Alexandrii, gdzie naukę kontynuował w Bishop Ireton High School (1984–86) i Annandale High School (1986–87).

### Kariera
W wieku 15 lat został gitarzystą punkowego zespołu „Freak Baby”. Jakiś czas później Dave zrozumiał, że ciągnie go do perkusji. Uczył się grać na improwizowanej perkusji, która składała się z domowych sprzętów. Był samoukiem, typowym perkusistą intuicyjnym. Przeniósł kiepskiego bębniarza na posadę gitarzysty basowego, a sam zajął jego miejsce stając się tym samym nowym perkusistą „Freak Baby”. W 1985 stał się perkusistą „Mission Impossible”, a latem tego samego roku bębnił dla „Dain Bramage”.
Rok później stanął przed szansą zostania perkusistą jednego z jego ulubionych zespołów – punkowej kapeli „Scream”. Jednak ze względu na jego młody wiek (17 lat) było to niemożliwe. Pomimo przeciwności losu Dave pojechał na przesłuchania podając zawyżony wiek (podobno powiedział, że ma 19 lat). Członkowie „Scream” przyjęli go do siebie i tym samym spełniło się jedno z marzeń Grohla.
W 1990 wszystko zmierzało do rozpadu „Scream”. Dave był fanem Melvins i to właśnie po ich koncercie poznał za kulisami Kurta Cobaina i Krista Novoselica. Kurt był zachwycony grą Grohla, twierdził, że jest niesamowity i chciałby, żeby ktoś taki grał w jego zespole. Buzz Osborne (The Melvins), przekazał numer telefonu Krista Grohlowi, wiedząc, że zespół poszukuje nowego perkusisty. Dave zadzwonił do Krista i został przyjęty na miejsce perkusisty Chada Channinga.
W 1994, po rozpadzie Nirvany, wspólnie z Patem Smearem założył Foo Fighters, w którym gra na gitarze, śpiewa oraz okazjonalnie gra na perkusji.
W 2003 zagrał gościnnie na perkusji na płycie zespołu rockowego Killing Joke. W tym samym roku wydał płytę własnego projektu Probot, będącego hołdem dla muzyków, których twórczość wpłynęła na Grohla. Wystąpili oni na płycie jako wokaliści poszczególnych piosenek. Każdy z utworów był skomponowany i zaaranżowany w stylu towarzyszącego Grohlowi wokalisty. W 11 utworach pojawili się: Cronos (Venom), Max Cavalera (Sepultura, Soulfly), Lemmy (Motörhead), Mike Dean (Corrosion of Conformity), Kurt Brecht (D.R.I.), Lee Dorrian (Cathedral, Napalm Death), Wino (St. Vitus, Obsessed, Spirit Caravan, Place of Skulls), Tom G. Warrior (Celtic Frost), Snake (Voivod), Eric Wagner (Trouble) oraz King Diamond (Mercyful Fate).
Przyjaźni się z Jackiem Blackiem i Kyle’em Gassem z zespołu Tenacious D. Grał partie perkusyjne do ich pierwszej płyty „Tenacious D” (2001). Rok później pojawił się jako diabeł w ich teledysku do piosenki „Tribute”. W 2006 roku ponownie wcielił się w rolę szatana, tym razem na potrzeby filmu „Tenacious D: Kostka Przeznaczenia” („Tenacious D in The Pick of Destiny”). Charakteryzacja zajęła 7 godzin. W filmie w jednej ze scen kiedy bohaterowie są w muzeum Rocka widać wielki znak Foo Fighters – zespołu Dave’a.
W 2004 roku zagrał na perkusji w kilku utworach na płycie With Teeth grupy Nine Inch Nails. Występował z Queens of the Stone Age. Grał na płycie „Invaders Must Die” z The Prodigy (płyta nagrywana była między 2006 a 2008 rokiem).
W 2007 roku muzyk został sklasyfikowany na 6. miejscu listy 50 najlepszych perkusistów rockowych według Stylus Magazine.
We wrześniu 2011 roku, przed koncertem w Kansas City, wraz z Foo Fighters wziął udział w filmie promocyjnym „Hot Buns”, nagranym w charakterze parodii, gdzie ukazano sprzeciw Kościoła Baptystycznego Westboro wobec homoseksualizmu.

### Życie prywatne
Spotykał się z Jennifer Finch (1990), fotografką i wokalistką L7, i Kathleen Hanną (1991), liderką Bikini Kill. W latach 1993–97 był mężem Jennifer Youngblood, która była fotografem. Był związany także z aktorką Winoną Ryder (1997), Louise Post (1997) z grupy Veruca Salt, snowboardzistką Tiną Basich (1998–2000), aktorką Kari Wuhrer (1999–2002), kanadyjską basistką Melissą Auf der Maur (od września 2000 do lutego 2001) i piosenkarką Christiną Aguilerą (w marcu 2002). W kwietniu 2002 roku poznał Jordyn Blum, z którą wziął ślub 2 sierpnia 2003 roku. Mają trzy córki: Violet Maye (ur. 15 kwietnia 2006), Harper Willow (ur. 17 kwietnia 2009), na cześć wujka Dave’a Harpera Bonebrake'a i Ophelię (ur. 1 sierpnia 2014). Dnia 10 września 2024 Grohl za pośrednictwem swojego Instagrama poinformował, że został ojcem córki urodzonej z pozamałżeńskiego związku.
W marcu 2010 roku Joshua Homme na oficjalnym kanale YouTube zespołu Them Crooked Vultures opublikował film, w którym ujawnił, że Dave Grohl ma poważne problemy z nadużywaniem kawy. Dwa tygodnie później Grohl trafił do szpitala z powodu następstw przedawkowania kofeiny. Od tego czasu zredukował spożycie kawy do zdrowszego poziomu.

## Filmografia
| Rok  | Tytuł                                       | Rola                            | Reżyser                    |
| ---- | ------------------------------------------- | ------------------------------- | -------------------------- |
| 1996 | Z Archiwum X (serial TV)                    | Lobby Passerby                  | Rob Bowman                 |
| 2006 | Kostka przeznaczenia (musical rockowy)      | diabeł                          | Liam Lynch                 |
| 2010 | Metalocalypse (serial TV)                   | Abdule Malik (głos)             | Adam B. Stein              |
| 2010 | Lemmy (film dokumentalny)                   | w roli samego siebie            | Greg Olliver, Wes Orshoski |
| 2011 | Back and Forth (film dokumentalny)          | w roli samego siebie            | James Moll                 |
| 2011 | Muppety (film dokumentalny)                 | Animool, perkusista The Moopets | James Bobin                |
| 2013 | Annoying Orange (serial TV)                 | major Chipwich (głos)           | Tom Sheppard               |
| 2013 | Sound City (film dokumentalny)              | w roli samego siebie            | Dave Grohl                 |
| 2015 | Cobain: Montage of Heck (film dokumentalny) | w roli samego siebie            | Brett Morgen               |
| 2015 | Muppety (serial telewizyjny)                | w roli samego siebie            | Randall Einhorn            |
| 2022 | Studio 666 (horror/komedia)                 | w roli samego siebie            | BJ McDonnell               |

## Nagrody i nominacje
| Rok  | Nagroda                                       | Kategoria                                        | Rezultat  |
| ---- | --------------------------------------------- | ------------------------------------------------ | --------- |
| 2010 | Revolver Golden Gods Awards                   | Najlepszy perkusista                             | Nominacja |
| 2011 | NME Award                                     | Godlike Genius Award                             | Wygrana   |
| 2012 | Revolver Golden Gods Awards                   | Riff Lord                                        | Nominacja |
| 2014 | Cinema Eye Honors Award – Cinema Eye Audience | za realizację Sound City (2013)                  | Wygrana   |
| 2016 | Nagroda Grammy                                | Najlepsza muzyka filmowa w Sonic Highways (2014) | Nominacja |